# Ghiacciaio Tucker
Il ghiacciaio Tucker è un ghiacciaio lungo circa 144 km situato sulla costa di Borchgrevink, nella regione nord-occidentale della Dipendenza di Ross, in Antartide. In particolare, il ghiacciaio, il cui punto più alto si trova a circa 1600 m s.l.m., ha origine nei pressi dell'estremità sud-occidentale dei monti dell'Ammiragliato e da qui fluisce verso sud-est, scorrendo lungo il versante sud-occidentale della dorsale Homerun e il versante nord-orientale dei monti della Vittoria, fino a sfociare nell'insenatura di Tucker.
Durante il suo corso il flusso del Tucker è arricchito da quello di molti altri ghiacciai suoi tributari come, da sud a nord, il Rastorfer, il Montecchi, il Pearl Harbor e il Trafalgar. 

## Storia
Il ghiacciaio Tucker è stato così battezzato dal reparto settentrionale della Spedizione neozelandese di ricognizione geologica in Antartide svolta nel 1957-58, in associazione con il nome dell'insenatura in cui si getta, la quale fu così battezzata dal capitano James Clark Ross in onore di Charles T. Tucker, nostromo della HMS Erebus.